# Karl-Johan Svensson
Karl-Johan Svensson-Sarland (Solna, 12 marzo 1887 – Stoccolma, 20 gennaio 1964) è stato un ginnasta svedese.

## Palmarès

### Olimpiadi
- Oro a Londra 1908 nel concorso a squadre.
- Oro a Stoccolma 1912 nel concorso svedese a squadre.